# Bo Lehnert
Bo Peter Lehnert, född 30 mars 1926 i Tyska Sankta Gertruds församling i Stockholm, är en svensk fysiker. Lehnerts forskningsområde är plasmafysik och termonukleära reaktioner.

## Biografi
Lehnert blev 1950 civilingenjör vid Kungliga Tekniska högskolan (KTH). Han var medarbetare till Hannes Alfvén och disputerade för doktorsgraden vid KTH 1955 på en avhandling om magnetohydrodynamik.
Lehnert tilldelades 1968 en personlig professur vid Statens råd för atomforskning, som senare övergick till Naturvetenskapliga forskningsrådet. 1990 omvandlades den personliga professuren till en ordinarie professur i fusionsplasmafysik på Alfvénlaboratoriet vid KTH för att möjliggöra att Lehnert fick en efterträdare efter sin pensionering 1993, vilket blev James Drake.
Lehnert blev 1974 ledamot av Kungliga Vetenskapsakademien och 1975 ledamot av Ingenjörsvetenskapsakademien.